# Чекоман
Чекома́н (каз. Шақаман) — село у складі Жанасемейського району Абайської області Казахстану. Адміністративний центр Достицького сільського округу.
Населення — 1333 особи (2021; 1306 у 2009, 1203 у 1999, 1527 у 1989).
Національний склад станом на 1989 рік:
- казахи — 66 %
- росіяни — 22 %

У радянські часи село називалось також Шакаман.